# Arcangues

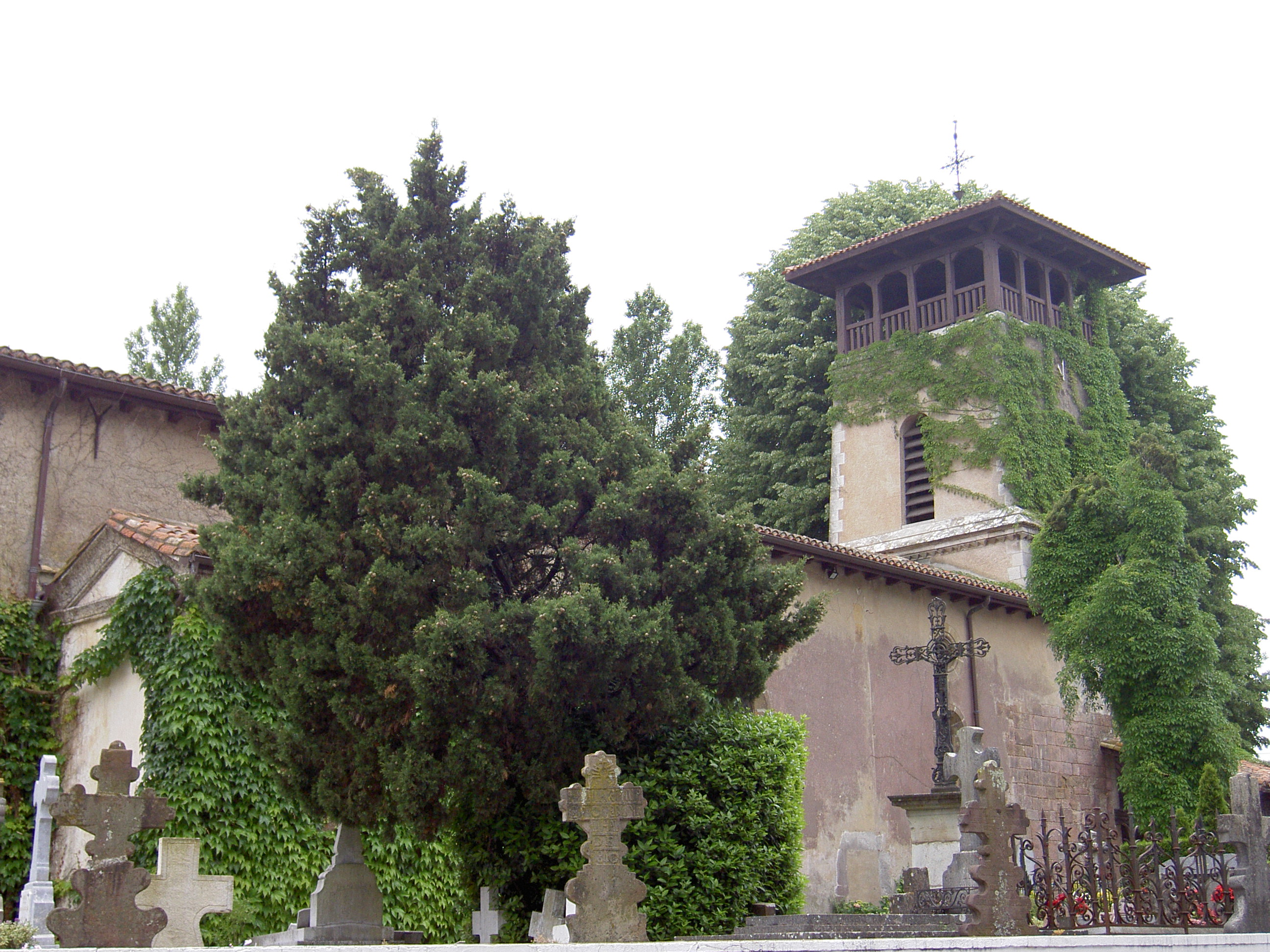
Kościół w Arcangues

Arcangues – miejscowość i gmina we Francji, w regionie Nowa Akwitania, w departamencie Pireneje Atlantyckie.
Według danych na rok 1990 gminę zamieszkiwało 2506 osób, a gęstość zaludnienia wynosiła 143 osób/km² (wśród 2290 gmin Akwitanii Arcangues plasuje się na 176. miejscu pod względem liczby ludności, natomiast pod względem powierzchni na miejscu 634.).
| 1901 | 1936 | 1954 | 1962 | 1968 | 1975 | 1982 | 1990 | 1999 |
| ---- | ---- | ---- | ---- | ---- | ---- | ---- | ---- | ---- |
| 1084 | 1149 | 1160 | 1348 | 1580 | 1728 | 2155 | 2506 | 2733 |